# François de Clermont-Tonnerre (homme politique)
Pour les articles homonymes, voir François de Clermont-Tonnerre et Clermont-Tonnerre.
François de Clermont-Tonnerre, né le 19 septembre 1906 à Paris et mort le 2 décembre 1979 à Paris est un homme politique français.

## Biographie

### Origines et jeunesse
Issu de la maison de Clermont-Tonnerre, l’une des plus grandes familles nobles du royaume de France remontant au XIe siècle, François Amédée Marie Joseph de Clermont-Tonnerre est le fils de Marie Amédée Henri Louis, comte de Clermont-Tonnerre né à Bertangles le 13 décembre 1877 et mort à Orvillers-Sorel le 30 mars 1918, marié à Paris le 5 décembre 1905 avec Jeanne Marie-Josèphe Thaïs de Kergorlay née le 28 août 1881 et morte à Paris le 28 novembre 1941.
Il fait ses études à l’École Gerson puis au lycée Janson-de-Sailly, au lycée Henri-IV et enfin à la Sorbonne, avant d'entrer à l’École nationale des chartes, où il obtient le diplôme d'archiviste paléographe en 1932 grâce à une thèse intitulée Histoire technique de l'agriculture anglo-normande au XIIIe siècle
À Josselin le 31 juillet 1929, il épouse Charlotte Marie Auguste Herminie de Rohan-Chabot née à Paris le 15 août 1907 et morte à Bruxelles le 15 février 1997, fille du duc et de la duchesse de Rohan, avec qui il a quatre enfants : 
- Louis François Amédée Marie de Clermont-Tonnerre, né à Paris le 21 février 1934, mort le 12 mars 2017, marié à Paris le 16 juin 1959 avec Yolande Marie Gabrielle Alix de Cressac de Soleuvre née à La Touche le 11 octobre 1934 ; ils ont : 
  - Véronique Marie Amédée Gabrielle de Clermont-Tonnerre, née à Boulogne-Billancourt le 29 octobre 1960, mariée à Bertangles le 1er septembre 1990 avec Laurent Henry-Guy né à Paris le 18 mai 1966,
  - Sandrine Marie Amédée de Clermont-Tonnerre née à Boulogne-Billancourt le 14 avril 1963, mariée à Bertangles le 1er septembre 1984 avec Charles-Emmanuel Ferrand de la Conté né à Neuilly le 13 juin 1960,
  - Stanislas Amédée Régis de Clermont-Tonnerre né à Paris le 29 mars 1967, marié à Paris le 14 juin 2008, religieusement le 6 septembre 2008 avec Alexa Marie Amélie Béatrice de La Rochefoucauld née à Paris le 11 mai 1977 et a pour enfants Thaïs de Clermont-Tonnerre née le 5 décembre 2009 et Alix né le 9 décembre 2011.
  - Caroline Marie Amédée Isabelle de Clermont-Tonnerre née à Paris le 16 avril 1970, mariée avec François Boer ;
- Claude Marie Amédée Thérèse Gabrielle de Clermont-Tonnerre née à Bertangles le 25 septembre 1937, mariée à Bertangles le 20 octobre 1967, religieusement le 21 octobre 1967 avec André, vicomte de Spoelberch né à Londerzeel le 2 août 1925 ;
- Charles de Clermont-Tonnerre né à Bertangles le 6 juillet 1945, mort le 30 mai 1996, marié à Esquelbecq le 18 septembre 1970 avec Elizabeth Morael morte le 30 mai 1996 ; ils ont deux enfants : 
  - Jean-François de Clermont-Tonnerre né à Suire (Suisse), le 2 septembre 1971, marié avec Marie-Laure Epuran ; ils ont une fille et un fils : Charlotte de Clermont-Tonnerre née à Genève le 25 juillet 2005 et Gaspard de Clermont-Tonnerre né à Genève le 26 mars 2007,
  - Emmanuelle de Clermont-Tonnerre née à Paris le 26 mars 1974 ;
- Thérèse de Clermont-Tonnerre née à Saanen le 19 septembre 1946, mariée à Bertangles le 14 septembre 1974 avec Armand-Ghislain, comte de Maigret né à Paris le 3 avril 1946.

Il mène à cette époque une vie aventureuse de jeune homme riche : aviation, golf, archéologie en Syrie en 1932 et même une traversée du Sahara en avion de tourisme en 1933.

### Carrière politique
Il se passionne ensuite pour l'agriculture. Exploitant agricole dans la Somme, il devient vice-président de l'Union des syndicats agricoles de la Somme, et secrétaire général de l'Association syndicale betteravière de la Somme. Il publie également en 1936 un Manifeste paysan.
Il est élu en 1935 maire de Bertangles où il est propriétaire du château de Bertangles, près de Villers-Bocage, dans la Somme. L'année suivante, il se porte candidat aux élections législatives sous les couleurs du Parti agraire et paysan français. Il est élu, au deuxième tour de scrutin, député de la troisième circonscription d'Amiens par 8 338 voix — contre 7 745 à M. Dujardin sur 16 828 votants — et s'inscrit au groupe agraire indépendant. Il n'a alors que 29 ans.

### Rôle pendant la Seconde Guerre mondiale
Mobilisé en 1939 dans l'armée de l'air tout en demeurant député, il est promu capitaine en avril 1940.
Le 10 juillet 1940, il vote en faveur de la remise des pleins pouvoirs au Maréchal Pétain. Peu après, il s'engage activement dans la Résistance sous le pseudonyme de François Tallard, nom d'emprunt qu'il conserve après la guerre pour signer articles et tribunes dans diverses publications.
Au début de l'Occupation, François de Clermont-Tonnerre a connaissance de l'intention des Allemands d'annexer le Nord de la France et la Picardie. Il en informe le gouvernement de Vichy mais la politique de ce dernier le conduit à rallier l'Afrique du Nord. Déchu de son mandat parlementaire puis révoqué de ses fonctions de maire en décembre 1943, il est condamné à mort par contumace.
Adjoint au commandant du débarquement allié en Afrique du Nord, il devient chef d'état-major du général Giraud tout en étant éditorialiste à La Dépêche algérienne. 
Il prend part à la campagne de Tunisie et effectue trois missions aériennes sur Berlin.

### Après-guerre
Après la Libération, son comportement lui vaut le grade de chevalier de la Légion d'honneur et d'être relevé, par la décision du Jury d'honneur en date du 23 juin 1945, de l'inéligibilité qui le frappait en raison de son vote du 10 juillet 1940 accordant les pleins-pouvoirs à Pétain.
Réélu maire de Bertangles en 1945, alors qu'il est inéligible, 1947 et 1953, Il tente, à plusieurs reprises, de retrouver un mandat parlementaire, sans succès. Il se présente au Conseil de la République dans la Somme aux élections de 1948 et de 1952, aux élections législatives du 17 juin 1951 à Constantine (Algérie) et enfin à celles du 2 janvier 1956 où, dans la Somme il obtient 9 420 voix à titre personnel alors qu'en moyenne sa liste en recueille 6 900 soit 2,8 % des suffrages exprimés. En 1948 et 1951, il était candidat du parti gaulliste, le Rassemblement du peuple français (RPF).
François de Clermont-Tonnerre gère ses terres et administre différentes sociétés. Il se consacre aussi à l'édition et au journalisme. Il a été le codirecteur de l’hebdomadaire Le Monde illustré (1945-48). Directeur politique et éditorialiste d'un petit périodique de province (l'hebdomadaire L'Authie-journal, à Doullens) dans les années 1960, il est vice-président d'une agence de presse, l'Agence coopérative interrégionale de presse (ACIP), liée au Centre d'études politiques et civiques dont il est proche et dont il devient au début des années 1970 l'un des vice-présidents.
Ce catholique pratiquant est le cofondateur en octobre 1960 avec Maurice Marois de l'Institut international de la vie et son vice-président. C'est un organisme scientifique regroupant des prix Nobel, créé en 1960 dans le contexte de réflexions sur la bombe atomique, qui avive les craintes du mauvais usage des découvertes scientifiques.
Enfin, il préside en 1963 le comité français de la Fondation des anciens combattants du monde, fondée en 1957 à Luxembourg et à Paris en 1959 pour sa branche française.
En 1975 est publié à Genève aux éditions Farnot un recueil de textes qui traite notamment d'archéologie africaine.
Il meurt le 2 décembre 1979 à Paris, à l'âge de 73 ans.

## Sources
- « François de Clermont-Tonnerre (homme politique) », dans le Dictionnaire des parlementaires français (1889-1940), sous la direction de Jean Jolly, PUF, 1960 [détail de l’édition]
- « François, Marie, Amédée, Joseph DE CLERMONT-TONNERRE », La Documentation française, Dictionnaire des parlementaires français (1940-1958), 1988-2005 [détail des éditions] (lire en ligne)